# Festival Internacional de Cine de Cannes de 1972
La 25ª edición del Festival Internacional de Cine de Cannes se desarrolló entre el 12 y el 27 de mayo de 1972. La Palma de Oro fue otorgada ex aequo a La classe obrera va al paraíso de Elio Petri y El caso Mattei de Francesco Rosi.
El festival se abrió con La aventura es la aventura, de Claude Lelouch, y se cerró con Frenesí, de Alfred Hitchcock.

## Jurado

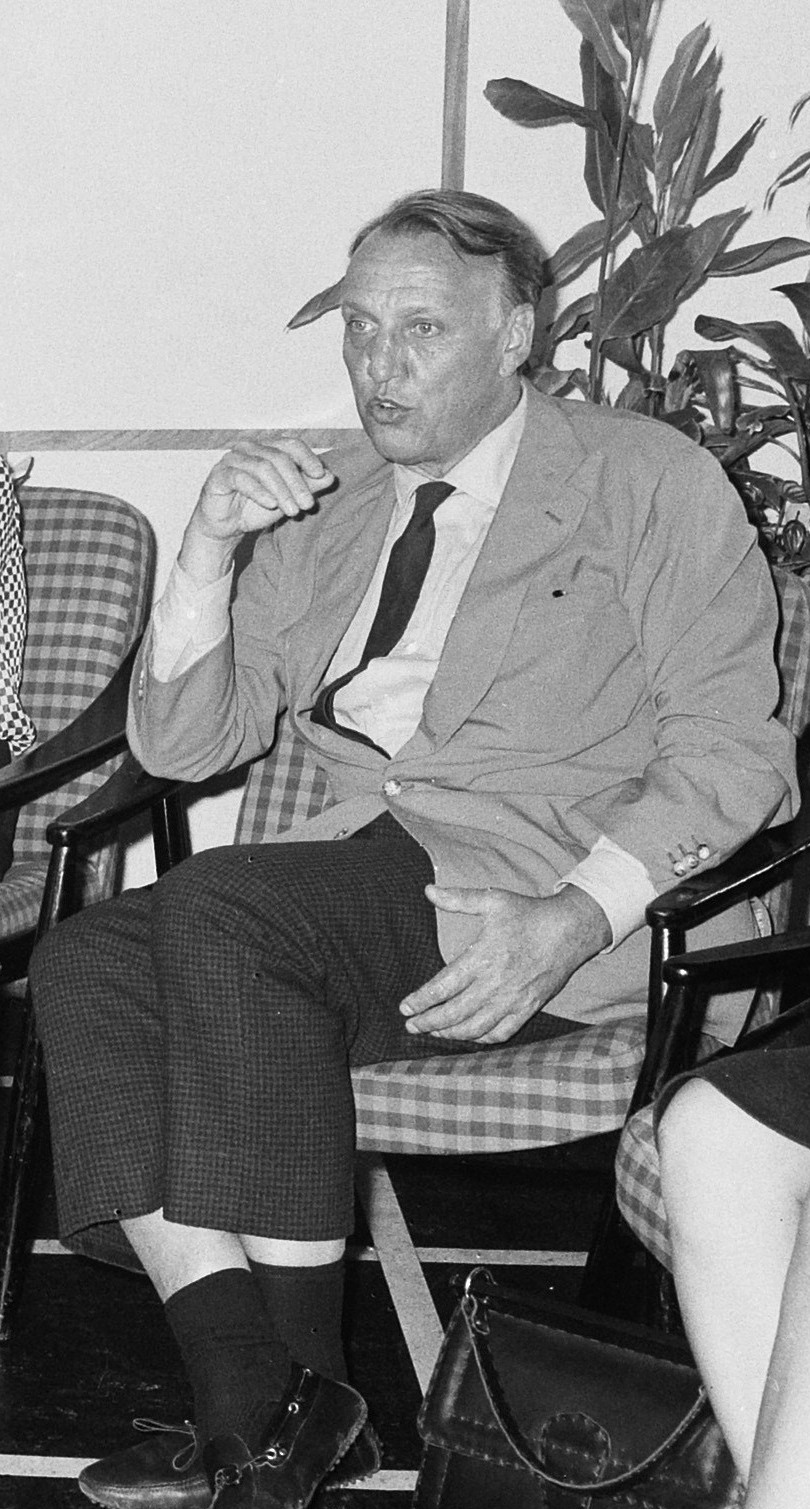
Joseph Losey, presidente del jurado

Las siguientes personas fueron nominadas para formar parte del jurado de la competición principal en la edición de 1972:
- Joseph Losey (GB) Presidente
- Bibi Andersson (Suecia)
- Georges Auric (Francia)
- Erskine Caldwell (EE. UU.)
- Mark Donskoi (URSS)
- Miloš Forman (EE. UU.)
- Giorgio Papi (Yugoslavia)
- Jean Rochereau (Francia) (periodista)
- Alain Tanner (Suiza)
- Naoki Togawa (Japón)

Cortometrajes
- Frédéric Rossif (Francia) Presidente
- Istvan Dosai (Hungría) (Cinematografía oficial)
- Vicente Pineda (Italia) (periodista)

## Selección oficial
Las siguientes películas compitieron por el Grand Prix International du Festival:

### En competición – películas
- Chère Louise de Philippe de Broca
- A Fan's Notes de Eric Till
- Das Unheil de Peter Fleischmann
- Les Feux de la Chandeleur de Serge Korber
- Ani Ohev Otach Rosa de Moshé Mizrahi
- Images de Robert Altman
- Las aventuras de Jeremiah Johnson de Sydney Pollack
- King, Queen, Knave de Jerzy Skolimowski
- Malpertuis de Harry Kümel
- Il caso Mattei de Francesco Rosi
- Petrolejové lampy de Juraj Herz
- Perla w koronie de Kazimierz Kutz
- Még kér a nép de Miklós Jancsó
- The Ruling Class de Peter Medak
- Mimí metallurgico ferito nell'onore de Lina Wertmüller
- Chinmoku de Masahiro Shinoda
- Matadero cinco de George Roy Hill
- Solyaris de Andrei Tarkovsky
- Les arpenteurs de Michel Soutter
- To Find a Man de Buzz Kulik
- Trotta de Johannes Schaaf
- La vraie nature de Bernadette de Gilles Carle
- The Visitors de Elia Kazan
- Nous ne vieillirons pas ensemble de Maurice Pialat
- La classe operaia va in paradiso de Elio Petri

## Películas fuera de competición
- Asta Nielsen d'Asta Nielsen
- Bröder Carl de Susan Sontag
- Faustine et le bel été de Nina Companéez
- Frenesí de Alfred Hitchcock
- La aventura es la aventura de Claude Lelouch
- La dérive de Paula Delsol
- La Génération du désert de Nicole Stéphane
- Une guerre pour une paix de Nicole Stéphane
- Lisa and the Devil de Mario Bava
- Den gale dansker de Kirsten Stenbæk
- Le lys de mer de Jacqueline Audry
- Hvezda Betlémská d'Hermína Týrlová
- Alye maki Issyk-Kulya de Bolotbek Shamshiyev
- Les Jeunes Filles En Fleurs de David Hamilton, Philippe Leroi
- Macbeth de Roman Polanski
- Marie de Márta Mészáros
- Merry-Go-Round de Kirsten Stenbæk
- Papa, les petits bateaux de Nelly Kaplan
- Roma de Federico Fellini
- Serata de Malvina Ursianu
- Sziget a szárazföldön de Judit Elek

### Cortometrajes en competición
Los siguientes cortometrajes competían para la Palma de Oro al mejor cortometraje:
- Atlantyda de Piotr Szpakowicz
- The Birth of Aphrodite de Leland Auslender
- Le Fusil à lunette de Jean Chapot
- Giovanni Michelucci de Fernando Cerchio
- Hundertwasser's Rainy Day de Peter Schamoni
- Jour de classe de Henri Jouf
- Magic Graz de Curt M. Faudon
- Malka dnevna muzika de Ivan Vesselinov
- Mini de Stoian Doukov
- I Omorfia tou thanatou de  Nestoras Matsas
- Operation X-70 de Raoul Servais
- Pour solde de tout compte de Louis Pitzele
- Een Zeer zonnige wereld de Pieter De Groot
- Zikkaron de Laurent Coderre

## Secciones paralelas

### Semana Internacional de la Crítica
Las siguientes películas fueron elegidas para ser proyectadas en la Semana de la Crítica (11º Semaine de la Critique):
- Avoir 20 ans dans les Aurès de René Vautier (Francia)
- Fritz the Cat de Ralph Bakshi (EE. UU.)
- Der Hamburger Aufstand Oktober 1923 de Reiner Etz, Gisela Tuchtenhagen, Klaus Wildenhahn (RFA)
- La Maudite Galette de Denys Arcand (Canadá)
- Pilgrimage de Beni Montreso (EE. UU.)
- The Trial of Catonsville Nine de Gorgon Davidson (EE. UU.)
- Winter Soldier (Anonymous) (EE.UU.)
- Prata Palomares de André Faria (Brasil) (la exhibición fue cancelada a petición del gobierno brasiler)

### Quincena de Realizadores
Las siguientes películas fueron elegidas para ser proyectadas en la Quincena de Realizadores de 1972 (Quinzaine des Réalizateurs):
- Alianza para el progreso de Julio César Ludueña (Argentina)
- All the Advantages de Christopher Mason (Gran Bretaña)
- Brzezina de Andrzej Wajda (Polonia)
- Kokuhakuteki joyûron de Yoshishige Yoshida (Japón)
- Los días del agua de Manuel Octavio Gómez (Cuba)
- Le journal d'un suicidé de Stanislav Stanojevic (Francia)
- Los dias del amor de Alberto Isaac (México)
- Al-makhdu'un de Tewfik Saleh (Siria)
- Emitai d'Ousmane Sembene (Senegal)
- Faire la déménageus de José Varela (Francia)
- Family Life de Ken Loach (Gran Bretaña)
- Film Portrait [doc.) de Jerome Hill (EE. UU.)
- Il gesto de Marcello Grottesi (Italia)
- Hail de Fred Levinson (EE. UU.)
- Heat de Paul Morrissey (EE. UU.)
- Homolka a tobolka de Jaroslav Papousek (Checoslovaquia)
- Land des Schweigens und der Dunkelheit de Werner Herzog (RFA)
- Luminous Procuress de Steven Arnold (EE. UU.)
- Marjoe de Howard Smith, Sarah Kernochan (EE. UU.)
- Les mattes de Jean-Claude Labrecque (Canadá)
- The People de John Korty (EE. UU.)
- Postschi de Darius Merhjui (Iran)
- ¡Qué hacer! de Saul Landau, Raoul Ruiz, James Becket, Bill Yarhaus, Nina Serrano (Chile, EE. UU.)
- Reed, México insurgente de Paul Leduc (México)
- Le Sang de Jean-Daniel Pollet (Francia)
- São Bernardo de Leon Hirszman (Brasil)
- Savages de James Ivory (Gran Bretaña)
- Shura de Toshio Matsumoto (Japón)
- San Michele aveva un gallo de los Hermanos Taviani (Italia)
- Summer Soldiers de Hiroshi Teshigahara (Japón)
- La tecnica e il rito de Miklós Jancsó (Italia)
- Der Tod der Maria Malibran de Werner Schroeter (RFA)
- Week-end à Sochaux de Groupe Medvedkine (Francia)
- Wezwanie de Wojciech Solarz (Polonia)
- Die Zelle de Horst Bienek (RFA)

Cortometrajes
- Autoportrait d'un pornographe de Robert Swaim (Francia)
- Camille ou la comédie catastrophique de Claude Miller (Francia)
- Celui qui venait d'ailleurs de Atahualpa Lichy, J.P. Torok (Francia)
- Das Kaputte Kino de H.H.K. Schoenherr (Suiza)
- Death of a Sandwichman de G. Henderickx, Robbe De Hert (Bélgica)
- Drug Abuse de Pat Lehman (EE. UU.)
- Empereur Tomato-Ketchup de Shuji Terayama (Japón)
- Homo Augens d'Ante Zaninovic (Iugoslàvia)
- Kamasutra Rides Again de Bob Godfrey (Gran Bretaña)
- La Chute de Paul Dopff (Francia)
- Le Cabot de P. Letellier J. (Francia)
- Le Sourire de Paul Dopff (Francia)
- Légendes et chateaux de Patrick Hella (Bélgica)
- Luger de Georges Bensoussan (Francia)
- Saint-Denis sur Avenir de Sarah Maldoror (Francia)
- Yunbogi no nikki de Nagisa Oshima (Japón)

## Palmarés

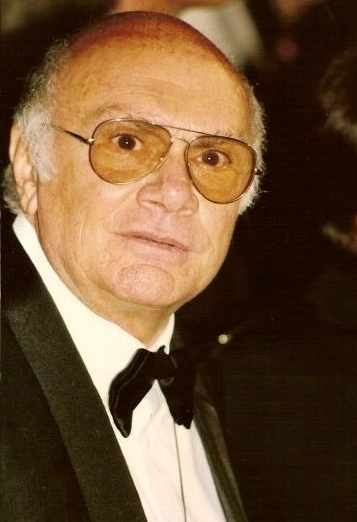
Francesco Rosi, ganador del Grand Prix

Los galardonados en las secciones oficiales de 1973 fueron:
- Grand Prix du Festival International du Film: 
  - La clase obrera va al paraíso (La classe operaia va in paradiso) de Elio Petri
  - El caso Mattei de Francesco Rosi
- Gran Premio del Jurado: Solyaris de Andrei Tarkovsky
- Premio a la mejor dirección: Miklós Jancsó por Még kér a nép
- Premio a la interpretación masculina: Jean Yanne por Nous ne vieillirons pas ensemble
- Premio a la interpretación femenina:Susannah York por Images
- Premio del Jurado: Matadero cinco de George Roy Hill
- Palma de Oro al mejor cortometraje: Le Fusil à lunette de Jean Chapot
- Premio del Jurado al mejor cortometraje: Operation X-70 de Raoul Servais

### Premios independentes
- Premios FIPRESCI[10]ː Avoir 20 ans dans les Aurès de René Vautier

Commission Supérieure Techniqueː 
- Gran Premio Técnicoː Zikkaron de Laurent Coderre
- Mención especial: Gian Maria Volonté for La clase obrera va al paraíso y El caso Mattei

## Media
- INA: Atmósfera en el festival de 1972 (en francés)
- INA: Groucho Marx y Alfred Hitchcock en Cannes (en francés)(en inglés)
- INA: Présentation du film "Malpertuis" (en francés)
- INA: Els guanyadors (en francés)

## Ceremonias
- Datos: Q734736